# Front Farabundo Martí per a l'Alliberament Nacional
El Front Farabundo Martí per a l'Alliberament Nacional (en castellà: Frente Farabundo Martí para la Liberación Nacional, FMLN) és un dels dos partits més importants en l'escena política d'El Salvador'. Fou legalitzat el 1992, amb la signatura dels Acords de Pau de Chapultepec.

## El nom
L'organització va prendre el nom del dirigent rebel Farabundo Martí, que el 1932 va conduir a camperols i obrers a aixecar-se en armes per a transformar la societat salvadorenca. Per reprimir l'aixecament, l'exèrcit, sota el govern del general Maximiliano Hernández Martínez, va assassinar més de 30.000 camperols.

## La repressió i el conflicte armat
Les eleccions presidencials salvadorenes de 1972 viure un frau electoral massiu en favor del Partit de Conciliació Nacional (PCN) recolzat pels militars i seu candidat, el coronel de l'exèrcit Arturo Armando Molina. L'oposició al govern de Molina va ser forta tant a la dreta com a l'esquerra. També el 1972, les marxistes-leninistes Forces Populars d'Alliberament Farabundo Martí (FPL), establertes el 1970 com a branca del Partit Comunista d'El Salvador, van començar a dur a terme operacions de guerrilla a petita escala a El Salvador. També van començar a desenvolupar-se altres organitzacions com l'Exèrcit Revolucionari del Poble (ERP).
Des de la dècada de 1970, les nombroses desaparicions, tortures i assassinats de persones sospitoses de simpatitzar amb idees d'esquerres o simplement contra la dictadura, ja fossin camperols, estudiants, mossens o bisbes (Óscar Romero, mort el 1980), van obligar a molts a portar la seva activitat política des de la clandestinitat. Alguns marxen a les muntanyes, on s'organitzen diferents grups per a la lluita armada organitzada amb l'objectiu d'enderrocar els successius governs de la dictadura salvadorenca i fer una revolució socialista. El conflicte armat mai va ser declarat en forma oficial, però es considera normalment que es va desenvolupar entre 1979 i 1992, encara que el país va viure un ambient de crisi política i social durant la dècada de 1970.

### La formació d'un front comú
El 15 d'octubre de 1979, una Junta de Govern Revolucionari (JRG) va prendre el control d'El Salvador, deposant el president Carlos Humberto Romero, i el 17 de desembre de 1979, en el moment àlgid de crisi democràtica, les Forces Populars d'Alliberament Farabundo Martí (FPL, abril 1970), la Resistència Nacional (RN, maig 1978) i el Partit Comunista d'El Salvador (PCS, 1930) van subscriure el primer acord d'unitat amb la constitució de la Coordinadora Polític‑Militar (CPM). En el seu primer manifest del 10 de gener de 1980 es deixava oberta la possibilitat perquè s'incorporessin la resta d'organitzacions d'esquerra i es proclamava el caràcter democràtic de la revolució, els seus fonaments històrics, l'orientació socialista de la mateixa i els continguts programàtics immediats.
L'11 de gener de 1980 es va constituir la Coordinadora Revolucionària de Masses (CRM), integrada per les organitzacions de masses següents: 
1. Bloc Popular Revolucionari, BPR, de les FPL, nascut el 30 de juliol de 1975;
2. el Front d'Acció Popular Unificat, FAPU, de la RN, nascut el setembre de 1974;
3. les Lligues Populars 28 de Febrer, LP-28 de l'Exèrcit Revolucionari del Poble, nascudes el març de 1977, després de les lluites populars en contra del frau electoral de febrer d'aquell any;
4. la Unió Democràtica Nacionalista, UDN, partit polític legal utilitzat pel PCS per a la lluita política electoral i la creació de la coalició Unió Nacional Opositora, UN, amb els partits Demòcrata Cristià, PDC, i el Moviment Nacional Revolucionari, MNR, adherit a la socialdemocràcia, coalició que va guanyar les eleccions presidencials de febrer de 1972 i 1977, però que mai va accedir al poder pels fraus electorals de la dictadura militar;
5. la Lliga per a l'Alliberament del PRTC va néixer l'abril de 1975 i el 1979 es va transformar en el Moviment d'Alliberament Popular, MLP.

El 12 de maig de 1980, els dretans dins de l'exèrcit van destituir Adolfo Arnoldo Majano com a president de la junta i Jaime Abdul Gutiérrez Avendaño va assumir el càrrec de president i comandant en cap de les forces armades liderant la transició a una guerra civil oberta. Durant els mesos següents, el terror es va intensificar i les hostilitats es van estendre per tot el país.
El 22 de maig de 1980, va ser creada la Direcció Revolucionària Unificada (DRU), integrada per les FPL, RN, EPL i PCS. La DRU estava formada per tres membres de la comissió política de cada una d'aquestes organitzacions. El manifest de la DRU declarava: «Hi haurà només un lideratge, només un pla militar i només un comandament, només una línia política».
El 10 d'octubre de 1980 les quatre organitzacions formaren l'FMLN. En desembre del mateix any, la branca salvadorenca del Partit Revolucionari dels Treballadors Centreamericans es va separar de la seva organització central i es va afiliar a l'FMLN. Així, les organitzacions següents compongueren l'FMLN (per mida en el moment dels Acords de Pau el 1992):
- Forces Populars d'Alliberament Farabundo Martí;
- Partit Comunista d'El Salvador, braç armat Forces Armades d'Alliberament;
- Partit de la Revolució Salvadorenca, braç armat Exèrcit Revolucionari del Poble;
- Forces Armades de la Resistència Nacional;
- Partit Revolucionari dels Treballadors Centreamericans, braç armat Exèrcit Revolucionari dels Treballadors Centreamericans.

### Els enfrontaments
Després de la seva formació del front, l'FMLN va llançar una important ofensiva militar el 10 de gener de 1981. Com a exèrcit va emprar nenes soldat. Més endavant, adoptà una política per a deixar de reclutar nens i permetre que abandonaren les files davant la visió negativa que es tenia des de l'opinió pública. Durant tota la dècada de 1980 se succeeixen els enfrontaments entre la guerrilla de l'FMLN i l'exèrcit, amb l'ajut militar i econòmic del bloc soviètic, per una banda, i dels Estats Units, per l'altra. A més de l'exèrcit, el govern del Salvador utilitzà en la seva lluita contra "els insurgents" l'anomenada "guerra bruta" amb els esquadrons de la mort i les forces paramilitars.
En les eleccions locals de 1988 l'Alianza Republicana Nacionalista va assolir més del 80% dels vots i en les del Congrés va arribar 31 escons de 60 possibles. Al maig el partit va triar Alfredo Cristiani Burkard com candidat presidencial i el 18 de març de 1989 va ser elegit president de la nació amb el 53,8% dels vots.
Enmig dels violents atacs d'ambdues parts implicades a la Guerra Civil del Salvador, amb implicacions regionals, presidents dels països centreamericans es van reunir a Tela, Hondures, per parlar del conflicte armat. Arran d'aquesta cimera, es va instar el FMLN a convocar un alto el foc tal com consta en el document d'Esquipulas II. Mentrestant, a El Salvador, les comissions per al diàleg de pau intentaven trobar una solució pacífica al conflicte. El 13 de setembre de 1989 es va celebrar un diàleg a Mèxic que va donar lloc a l'"Acord de Mèxic", la primera proposta formal per negociar el final de la guerra. Un mes més tard, es va celebrar una nova reunió entre el Govern i el FMLN a Moravia, Costa Rica per continuar les negociacions, que van fracassar, i la guerrilla va llençar la seva campanya més important, l'Ofensiva Hasta el Tope y Punto… ¡Febe Elizabeth Vive!.
El novembre de 1989 l'exèrcit va intensificar la seva lluita contra les guerrilles del FMLN i el 16 de novembre va assassinar 6 sacerdots jesuïtes i dos de les seves ajudants a la Universitat Centroamericana José Simeón Cañas (UCA). Entre aquests sacerdots estava el rector Ignacio Ellacuría Beascoechea, destacat teòleg de l'alliberament i participant de les converses de pau amb el FMLN. Aquest crim va generar grans protestes en tot el món en contra de Cristiani, que va intentar apaivagar-les prometent dur als responsables davant la justícia. Es va crear una comissió que va acabar el gener de 1990 amb l'arrest de 9 membres de l'exèrcit (4 oficials, 3 oficials no comissionats i 2 soldats).
La invasió de Panamà del 20 de desembre de 1989 i la derrota electoral dels Sandinistes a les eleccions generals de Nicaragua de 1990 van impulsar una nova ronda de negociació entre l'FMLN i el govern l'abril de 1990 a Ginebra amb la mediació de la ONU, que va seguir de nous combats el novembre amb la ofensiva Castigo a la Fuerza Armada antidemocrática. Els darerrs combats van tenir lloc al volcà Guazapa el desembre de 1991, i la guerra va acabar amb els Acords de Chapultepec el 16 de gener de 1992.

## La via política
Després d'un llarg procés de negociacions, els Acords de Pau de Chapultepec (1992), permeten que l'FMLN es converteixi en un partit polític legalitzat. El 1995 desaparegueren les estructures internes dels cinc partits integrants de l'FMLN, formant-se una organització única.
En l'actualitat existeixen dues tendències dintre del partit, els "ortodoxos" (militants de l'antic Partit Comunista) i "renovadors" (militants de l'antic FPL). Tensions entre ambdós grups van dur a renúncies d'alguns militants al juny (305 militants) i juliol (305) del 2005.
El seu candidat a les darreres eleccions presidencials de 2004 va ser l'ortodox Schafik Handal, derrotat pel dretà Elías Antonio Saca González (ARENA).

### Govern de la República
Les reformes implantades pels successius governs d'Alianza Republicana Nacionalista (ARENA) des de 1989 essencialment van ser mantingudes després del 2009 quan l'antiga guerrilla del FMLN va governar amb el candidat independent Mauricio Funes. El novembre de 2009, el president Funes va haver d'afrontar el desastre natural que va afectar molt les comunitats de Cuscatlán, San Salvador i San Vicente com a conseqüència de la pluja provocada per l'huracà Ida, causant un centenar de víctimes mortals.
Els governs del FMLN van continuar amb la victòria de Salvador Sánchez Cerén el 2014, que va adoptar les polítiques del Sumak kawsay.
El 2016, sent investigat per la Fiscalia salvadorenca, Mauricio Funes va exiliar-se amb la seva família a Nicaragua sota la protecció de Daniel Ortega. La Fiscalía General de la República va emetre en 2019 ordre de detenció en contra seu per corrupció, rentat de diners i actius i encobriment, pel desviament de 351 milions de dòlars durant el seu govern sent condemnat a 8 anys de presó en 2024, després de ser condemnat en maig de 2023 a 14 anys de presó per negociar amb pandilles durant el seu mandat, i en un altre juici va ser condemnat per enriquiment il·lícit i sentenciat a retornar més de 400.000 dòlars.

### Oposició
El partit va estar a l'oposició després del final del bipartidisme, quan Nayib Bukele va guanyar les eleccions presidencials d'El Salvador de 2019.

### Extraparlamentari
El partit va convertir en extraparlamentari en no aconseguir cap escó a les eleccions presidencials d'El Salvador de 2024 que va tornar a guanyar Nayib Bukele.

## Resultats electorals

### Eleccions presidencials
| Any  | Candidat               | 1a volta  | 1a volta    | 2a volta | 2a volta    | Resultat    |
| Any  | Candidat               | Vots      | %           | Vots     | %           | Resultat    |
| ---- | ---------------------- | --------- | ----------- | -------- | ----------- | ----------- |
| 1994 | Rubén Zamora Rivas     | 325,582   | 24,9 / 100  | 378,980  | 31,65 / 100 | Derrota     |
| 1999 | Facundo Guardado       | 343,472   | 29,05 / 100 |          |             | Derrota     |
| 2004 | Schafik Jorge Hándal   | 812,519   | 35,68 / 100 |          |             | Derrota     |
| 2009 | Mauricio Funes         | 1,354,000 | 51,32 / 100 | Electe   |             |             |
| 2014 | Salvador Sánchez Cerén | 1,315,768 | 48,92 / 100 | Electe   | 1,495,815   | 50,11 / 100 |
| 2019 | Hugo Martínez          | 389,289   | 14,41 / 100 |          |             | Derrota     |
| 2024 | Manuel Flores          | 204,167   | 6,4 / 100   |          |             | Derrota     |

### Assemblea Legislativa
| Any  | Vots    | %      | Pos. | Escons  | +/– | Govern            |
| ---- | ------- | ------ | ---- | ------- | --- | ----------------- |
| 1994 | 287,811 | 21.39% | 2n   | 21 / 84 | 21  | Oposició          |
| 1997 | 369,709 | 33.02% | = 2n | 27 / 84 | 6   | Oposició          |
| 2000 | 426,289 | 35.22% | = 2n | 31 / 84 | 4   | Oposició          |
| 2003 | 475,043 | 33.96% | 1r   | 31 / 84 | =   | Oposició          |
| 2006 | 624,635 | 39.69% | = 1r | 32 / 84 | 1   | Oposició          |
| 2009 | 943,936 | 42.60% | = 1r | 35 / 84 | 3   | Govern            |
| 2012 | 804,760 | 36.76% | 2n   | 31 / 84 | 4   | Govern            |
| 2015 | 847,289 | 37.23% | = 2n | 31 / 84 | =   | Govern            |
| 2018 | 521,257 | 24.54% | = 2n | 23 / 84 | 13  | Govern            |
| 2021 | 173,330 | 6.94%  | 4t   | 4 / 84  | 19  | Oposició          |
| 2024 | 195,920 | 6.28%  | 3r   | 0 / 60  | 4   | Extraparlamentari |